# Občina Ankaran
Občina Ankaran [ankarán] (italijansko: Comune di Ancarano) je 212. občina v Republiki Sloveniji. Občina je nastala leta 2011 z odcepitvijo naselja Ankaran iz občine Koper. Obsega samo eno naselje, Ankaran, površinsko pa se razteza od Debelega rtiča, kjer meji z Italijo, do Luke Koper, ki si jo ozemeljsko deli z Občino Koper.

## Zgodovina upravne ureditve
Območje današnje občine je bilo do konca 18. stoletja del Beneške republike, ki je propadla leta 1797, območje sta si upravno delila komuna Milje, kamor je sodil del od Debelega rtiča do Lazareta, in komuna Koper, ki je obvladovala ostalo ozemlje. Zatem je območje prešlo pod avstrijsko oblast, ki je leta 1803 ustanovila tržaški gubernij, Koper je postal sedež okrožnega glavarstva, Milje pa so bile ena izmed malih občin. Po porazu pri Slavkovu je Avstrija izgubila ozemlje, ki je bilo priključeno Italijanskemu krajestvu, leta 1806 je bil ustanovljen departma Istra, ki se je delil na okrožja. Po francoskem vzoru prav tako oblikujejo županstva. Županstvo Milje je bila tako vključeno v  novoustanovljeno koprsko okrožje, vendar je ozemeljsko od koprske občine pridobilo naselja Osp, Hrvatini, Elerji, Korošci, Božiči, Škofije in Plavje ter samostanske posesti v Valdoltri in Ankaranu. S tem je območje Ankarana za dobro stoletje upravno povezano z mestom na drugi strani gričevnate verige.
Avstrijci so francoske občine spremenili v glavne občine z nadžupani oziroma višjimi rihtarji in podobčine z rihtarji; oboje je imenovalo okrajno glavarstvo. Koprski okrajni komisariat je bil tako razdeljen na dve glavni občini, koprsko in miljsko. Ankaransko ozemlje, je bilo upravno združeno v podobčino Valle (območje sv.Jerneja, Valdoltre in Ankarana), ki je bila del velike občine Milje.
Po kapitulaciji in razpadu  avstro-ogrske monarhije je ozemlje Istre zasedla Kraljevina Italija, ki je že 19. novembra 1918 poleg vojaške uvedla tudi civilno upravo. Lokalna samouprava je bila v slovenskih in hrvaških oblinah ukinjena že marca 1919, drugod pa z prihodom fašizma na oblast. Istrski del Julijske krajine je sodil pod guvernerja v Trstu. Po fašističnemu prevzemu oblasti konec leta 1922 je ozemlje Julijske krajine razdeljeno na Puljsko, Tržaško in Videmsko pokrajino, ki so jim načelovali prefekti. Dokončna ukinitev lokalne samouprave na celotnem ozemlju Julijske krajine pride z kraljevim dekretom z dne 4. februarja 1926, ko so bili odpravljeni vsi še obstoječi občinski sveti in župani v občinah z manj kot 5000 prebivalci, nadomestili pa so jih imenovani podestaji. Leta 1923 Občina Koper od miljske občine pridobila del k.o. Škofije ter del k.o. Oltra in s tem verjetno večino ozemlja današnje ankaranske občine. Naslednje leto je ob ustanovitvi pokrajin koprska občina vključena v Puljsko, miljska pa v Tržaško pokrajino.
Po koncu 2. svetovne vojne je ozemlje Ankarana razdeljeno z t.i. Morganovo linijo, ki je najprej delila cono A in cono B Julijske krajine, od uveljavitve Pariške mirovne pogodbe septembra leta 1947 pa med cono A in cono B svobodnega Tržaškega ozemlja. V coni A pod zavezniško vojno upravo je ostalo ozemlje od Debelega rtiča, prek slemena Miljskih hribov do Škofij. Ostalo ozemlje občine je bilo pod vojno upravo Jugoslovanske armade. </ref>
Z Londonskim memorandumom je FLR Jugoslavija pridobila dodatnih 11 km² ozemlja do današnje meje meje z Italijo. Leta 1955 se je z oblikovanjem komunalnega sistema lokalne samouprave v LR Sloveniji oblikovalo 62 občin, ena od teh je bila tudi Mestna občina Koper (MOK), katere del je postal tudi Ankaran. Leta 1974 je ob reformi ustave prišlo tudi do nove organizacije krajevnih skupnosti, ki pripelje do ustanovitve KS Ankaran.
Po osamosvojitvi Slovenije pride do reforme lokalne samouprave. V prvem poskusu je je vzpostavljenih 340 referendumskih območij, kjer poteka referendumi o preoblikovanju občin 23. maja 1994, razen v Občini Koper, kjer je zaradi odločitve Ustavnega sodišča RS, ki je nasprotovalo enotnemu referendumskemu območju v občini, referendum preložen na september 1994. Referendumsko območje se tokrat ne spremeni, zgolj štetje je izvedeno po vsaki KS posebej. Ponovni poskus odpraviti neustavnost Mestne občine Koper je bil izveden leta 1998, ko je bil na referendumu zavrnjen predlog o odcepitvi treh občin iz MOK, in sicer Ankaran-Škofije, Dekani, Šmarje-Marezige.

## Nastanek občine: referendum za samostojno občino Ankaran
Pobude za ustanovitev samostojne občine in odcepitev od Mestne občine Koper so se nadaljevale tudi po obeh referendumskih zavrnitvah. Ponovna pobuda za ustanovitev Občine Ankaran - Hrvatini je prišla s strani sveta KS Hrvatini, že leta 1999, vendar je bila pobuda zavrnjena s strani Svet KS Ankaran. Novo pobudo za skupno občino s Hrvatini je dalo društvo upokojencev leta 2005, podprl ga je tudi Svet KS Ankaran.  Predlog, kot eden od šestnajstih je doživel podporo Službe vlade za lokalno samoupravo in DZ je razpisal referendum, ki je potekal 29. januarja 2006, vendar je bil rezultat negativen, saj je proti novi občini glasovalo 66,39 odstotka volilcev.
9.11.2009 je bil izveden nov posvetovalni (neobvezen)referendum za samostojno Občino Ankaran z odcepitvijo zgolj naselja Ankaran, ki se je končal s pozitivnim izidom (56 % za), Zakon o ustanovitvi občine Ankaran je bil v Državnem zboru, najprej potrjen 30. marca 2010, nato je Državni svet dal odložilni veto na zakon, ki je ob ponovnem glasovanju zmanjkal glas do potrebne absolutne večine za potrditev.
Pobudniki ustanovitve občin Ankaran in Mirna so vložili zahtevo za presojo ustavnosti in zakonitosti razpisa lokalnih volitev leta 2010.  Ustavno sodišče je zadržalo izvajanje lokalnih volitev o omenjenih občinah ter Državnemu zboru naložilo ustanovitev obeh občin, ki sta izpolnjevali pogoje za ustanovitev. Po tem je postopek za ustanovitev občine Mirna tekel naprej ter je bil izglasovan, predlog za ustanovitev občine Ankaran pa je doživel ponovno zavrnitev.
Položaj ustanavljanja občine Ankaran je bil vse bolj zapleten in v navidez brezizhodnem položaju. Razrešilo ga je Ustavno sodišče RS, ko je s sodbo z dne 9. Junija 2011 ustanovilo novo občino Ankaran, ki obsega naselje Ankaran in s tem prekoračilio svoje pristojnosti. Določilo je tudi, da  občinski svet sestavlja 13 članov, od tega en pripadnik italijanske avtohtone narodne skupnosti.Določilo je tudi, da se prve volitve izvedejo ob naslednji rednih volitvah. Hkrati s tem je razpisala občinske volitve v MOK, ki jih je prejšnje leto zadržalo. pri čemer se prve volitve v organe nove občine izvedejo v okviru rednih lokalnih volitev leta 2014. Za prvega župana je bil izvoljen Gregor Strmčnik, ki je bil eden od vodilnih pri ustanavljanju občine. Na volitvah je v prvem krogu premagal kandidata Gašparja Gašparja Mišiča.Gregor Strmčnik je bil 18. novembra 2018 ponovno potrjen za župana Ankarana, hkrati je njegova lista Radi imamo Ankaran dobila 9 sedežev v občinskem svetu.

## Prijateljska mesta/občine
- Ancarano, Abruci,  Italija (2025)[19]